# قائمة زملاء الجمعية الملكية المنتخبين في 1908
هذه الصفحة تعرض قائمة زملاء الجمعية الملكية المُنتخبين لعام 1908.

## الزملاء
- أتو ستابف
- سيلاس وير ميتشل
- Arthur Dendy [الإنجليزية]‏
- William Barlow (geologist) [الإنجليزية]‏
- William Gowland [الإنجليزية]‏
- Edmund Neville Nevill [الإنجليزية]‏
- Herbrand Russell, 11th Duke of Bedford [الإنجليزية]‏
- David James Hamilton [الإنجليزية]‏
- John Hilton Grace [الإنجليزية]‏
- فريدريك روبرت هيلمرت
- جون ستانلي جاردينر
- هربرت أسكويث
- بيرتراند راسل
- تشارلز عمانوئيل فورسيث ماجور
- هنري هوراشيو ديكسون